# Relaciones Colombia-Israel
Las relaciones Colombia-Israel son las relaciones exteriores entre Israel y Colombia que se establecieron oficialmente a mediados de los años cincuenta.

## Historia
En 1947, durante una sesión de la Asamblea General de las Naciones Unidas, la Resolución 181 de la Asamblea General recomendó la partición del Mandato Británico Palestina en un estado judío y un estado árabe. Colombia se abstuvo.
A mediados de la década de 1950 ambos países establecieron oficialmente relaciones diplomáticas y establecieron embajadas en Bogotá y Tel Aviv, respectivamente. Las relaciones mejoraron enormemente en 1988 cuando se firmaron importantes acuerdos comerciales entre Israel y Colombia. Se firmó un Tratado de Libre Comercio el 10 de junio de 2013. Sin embargo, Colombia aún no lo ha ratificado y, por lo tanto, aún no está en vigor. 
Este acuerdo reduce los aranceles a los productos industriales y agrícolas entre los dos países, y permite a las empresas e individuos israelíes invertir con mayor facilidad en la economía colombiana, considerada una de las más fuertes de Sudamérica. Las exportaciones israelíes a Colombia totalizaron cerca de $ 143 millones de dólares en 2012, y consistían principalmente de equipos de comunicaciones, maquinaria, dispositivos eléctricos y mecánicos y productos químicos.
Colombia también apoya la aspiración del pueblo palestino a establecerse como un Estado libre e independiente en la región.[cita requerida] Además, Colombia es el principal socio diplomático de Israel en la región y es el segundo mayor socio comercial en Sudamérica después de Brasil. Las relaciones bilaterales se han profundizado a través de visitas de alto nivel en la historia reciente.
El 1.º de mayo de 2024, el presidente colombiano Gustavo Petro anunció que romperá relaciones diplomáticas con Israel sobre la Guerra Israel-Gaza.

## Cooperación tecnológica
Colombia ha comprado aviones, aviones no tripulados, armas y sistemas de inteligencia de Israel. Los vínculos profundos de Colombia con Israel son vistos por algunos como un método para contrarrestar la creciente influencia de Irán En el año 2023, seguido del agravamiento en el conflicto Palestina-Israel, Israel anunció la suspensión parcial de exportaciones militares a Colombia debido a la posición del presidente de Colombia, Gustavo Petro, en el conflicto. El presidente colombiano dio a conocer su postura en el conflicto clasificando las acciones del ejército israelí como masacres. A su vez, el mandatario colombiano recordó por medio de su cuenta de X (antes Twitter) los nexos de personajes israelíes (mayormente exmilitares) con la extrema derecha colombiana, asegurando que en algún futuro el pueblo de Israel y sus mandatarios se disculparán con el pueblo colombiano por la participación en el conflicto interno armado colombiano.  Israel llevó a cabo la suspensión de exportaciones militares por parte de Israel a Colombia.

## Ruptura relaciones diplomáticas
El 1 de mayo de 2024, el presidente colombiano, Gustavo Petro, anunciaba a través de un comunicado de prensa que rompería relaciones diplomáticas con Israel, si bien manteniendo las relaciones comerciales y consulares. El anuncio se consumaba con la salida del país del embajador de Israel en Colombia, Gali Dagan, en el mes de junio, después de que la embajadora de Colombia en Tel Aviv, Margarita Manjarrez, que había sido llamada a consultas el 31 de octubre de 2023, ya no regresara al territorio israelí.

Lamentablemente, ni los llamados de Colombia ni de la comunidad internacional han sido escuchados y por el contrario, lo único que ha recibido el país y el presidente Gustavo Petro han sido insultos, acusaciones tergiversadas de antisemitismo y actos inamistosos por parte del gobierno de Israel y sus representantes. Colombia no puede ser cómplice ni guardar silencio manteniendo relaciones diplomáticas con un gobierno que se comporta de esa manera y enfrenta tan graves acusaciones de la comisión de un genocidio, crímenes de guerra y violaciones al Derecho internacional Humanitario.